# Mano, Landes
Mano är en kommun i departementet Landes i regionen Nouvelle-Aquitaine i sydvästra Frankrike. Kommunen ligger i kantonen Pissos som tillhör arrondissementet Mont-de-Marsan. År 2022 hade Mano 129 invånare.

## Befolkningsutveckling
Antalet invånare i kommunen Mano
Referens:INSEE